# نموتیتسه
نموتیتسه (به چکی: Nemotice) یک منطقهٔ مسکونی در جمهوری چک است که در ناحیه ویشکوو واقع شده‌است. نموتیتسه ۳٫۶۸ کیلومتر مربع مساحت و ۳۹۱ نفر جمعیت دارد و ۲۶۸ متر بالاتر از سطح دریا واقع شده‌است.